# W25
Pour les articles homonymes, voir W25 (homonymie).

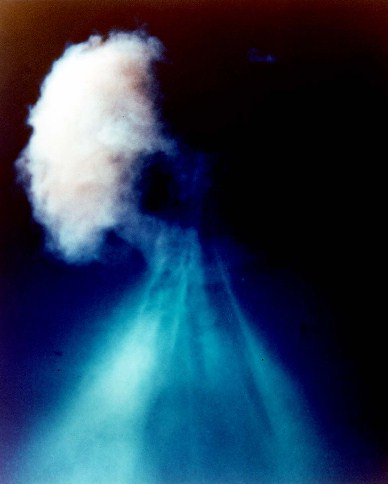
Plumbbob John Nuclear Test, unique essai du missile AIR-2A Genie avec mise à feu de son ogive W25, le 19 juillet 1957.

La W25 était une ogive atomique américaine de faible puissance développée par l'US Air Force et le Laboratoire national de Los Alamos. Prévue comme mesure défensive contre les bombardiers ennemis, elle avait une puissance nominale de 1,5 kilotonne. 
La W25 était embarquée dans la AIR-2 Genie, une roquette emportée par des intercepteurs américains et canadiens entre 1957 à 1986. 
Elle fut utilisée lors de l'opération Argus pour des essais nucléaire dans l'espace en 1958.

## Description
Pesant 100 kg, la W25 avait un diamètre de 44 centimètres et mesurait 67 cm de long.
Il semble que la W25 contenait un cœur (la partie centrale d'une bombe à implosion) composé à la fois d'uranium hautement enrichi et de plutonium. C'était la première fois que les États-Unis avaient recours à un cœur scellé (une enveloppe métallisée épaisse entourait complètement le cœur). Ce cœur scellé prévient à la fois la dégradation des matériaux nucléaires, et maintient leur intégrité dans le cas d'un feu ou d'une explosion de faible puissance.